# Uomo verde (folklore)

Raffigurazione moderna dell'uomo verde

L'uomo verde è un'entità ricorrente in varie credenze pagane anche raffigurata in molti edifici sacri e profani a scopi simbolici e non. Esso consiste nel volto di un uomo i cui baffi e capelli sono composti da foglie che fuoriescono anche dalla sua bocca. Il termine "uomo verde" fu coniato da Lady Raglan, che descrisse i Green Men (letteralmente, appunto, uomini verdi) nell'opera Church Architecture (1939).

## Storia
L'uomo verde viene generalmente correlato a diverse antichissime entità pagane della natura e della fertilità come, ad esempio, il dio egizio Osiride, l'uomo selvatico, il discendente di Tammuz, Dumuzi e Atti della mitologia babilonese, e altri soggetti soprannaturali di cui appaiono documentazioni in Italia, Inghilterra, Giappone, Tibet, Nepal, Borneo, Malaysia e Bali. Il più antico esemplare rinvenuto di un uomo dalla cui bocca fuoriesce della vegetazione è quello della chiesa di Saint Abre, in Saint-Hilaire-le-Grand (Francia), che risale al quarto secolo avanti Cristo.
L'uomo verde riscontrò particolare importanza fra i celti e i loro parenti italici (umbri) in quanto consiste nella commistione di due simboli ricorrenti nella simbologia celtica, ovvero la testa, simbolo di forza e vigore, e il vischio che, secondo quanto riporta anche Plinio il Vecchio, veniva tagliato dai druidi celtici con una falce d'oro durante il sesto giorno della luna nuova e veniva successivamente raccolto con dei panni bianchi. Dal momento che il vischio assumeva particolare importanza fra i celti, che lo utilizzavano per curare le malattie, esso divenne un simbolo di forza vitale.
Più tardi, gli uomini verdi divennero molto ricorrenti in diversi edifici sacri e profani risalenti soprattutto fra il Medioevo e la prima età moderna, come confermano diversi scorci, architravi e piedistalli di cattedrali gotiche e alto-gotiche tedesche, inglesi e francesi che raffigurano tali soggetti. Durante il Rinascimento, si decise di usare, a fini decorativi e non più simbolici, immagini simili a quelle dell'uomo verde ove, a volte, il volto umano veniva rimpiazzato da quello di un animale. Tali figure si possono ritrovare in vari manoscritti, oggetti metallici, ex libris e vetrate. Nel Regno Unito, durante il diciannovesimo secolo, la figura del green man tornò in auge come conferma la sua presenza in diversi edifici di stampo neogotico e in diversi progetti del movimento Arts and Crafts. La massoneria ha assurto l'uomo verde a simbolo delle forze elementari della vita e del ciclo di essa.
In Italia gli esempi più importanti sono riscontrabili in Sicilia dal periodo normanno, in particolare quello dei capitelli della Chiesa di Santa Maria Alemanna a Messina.

## Galleria d'immagini

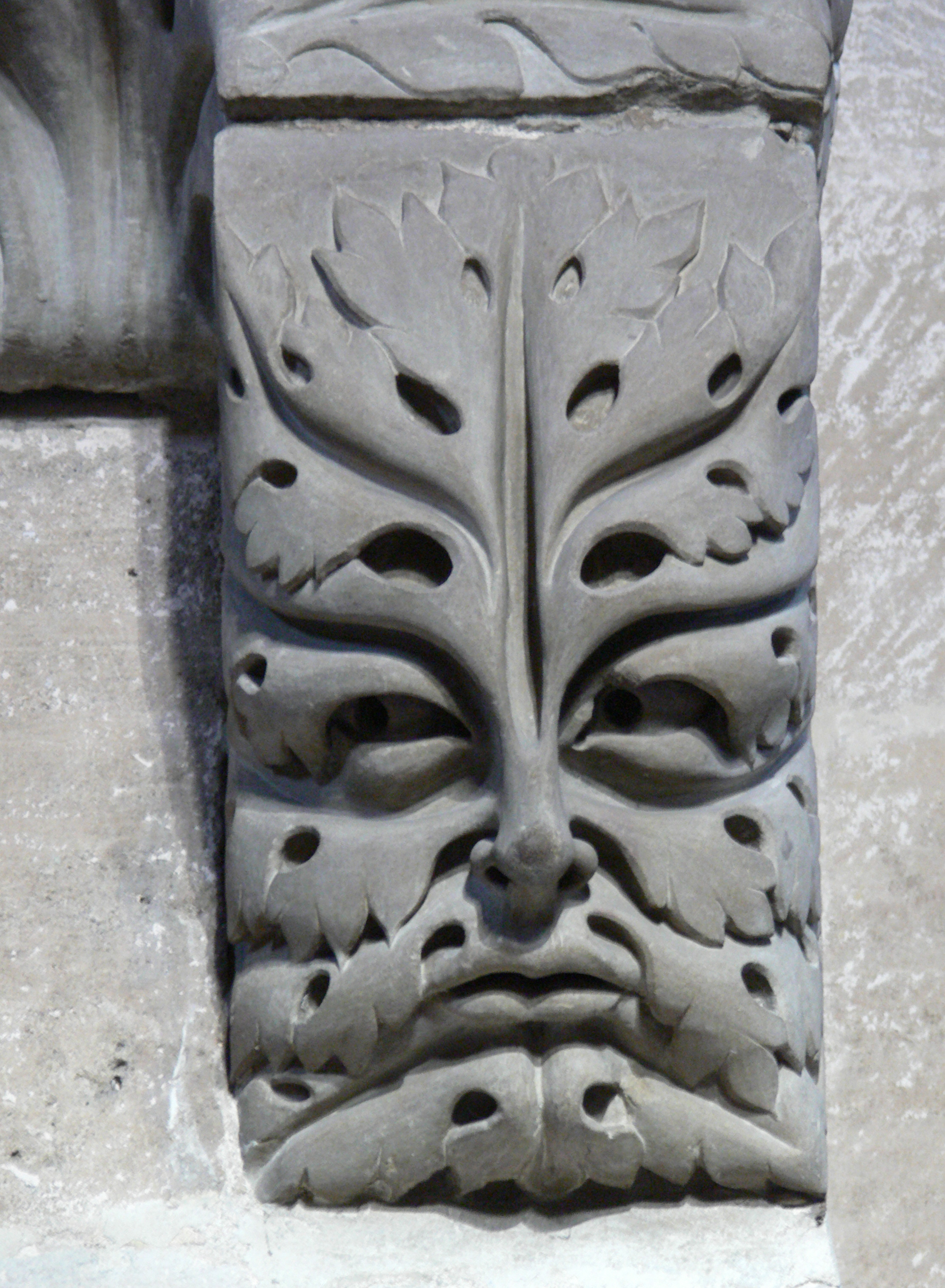
Particolare del duomo di Bamberga (Germania)
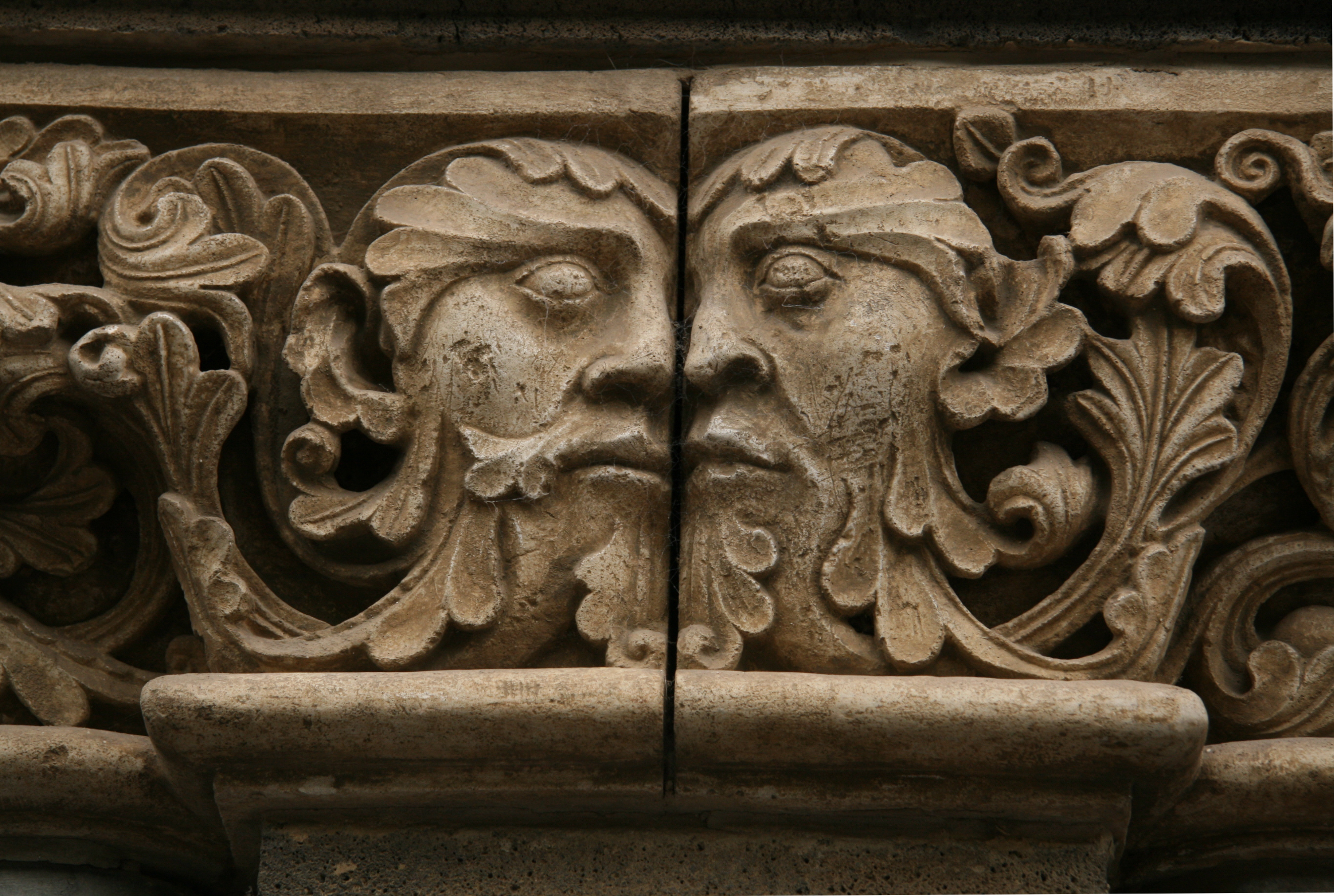
Particolare della chiesa abbaziale di Santa Maria Laach, ad Andernach (Germania)
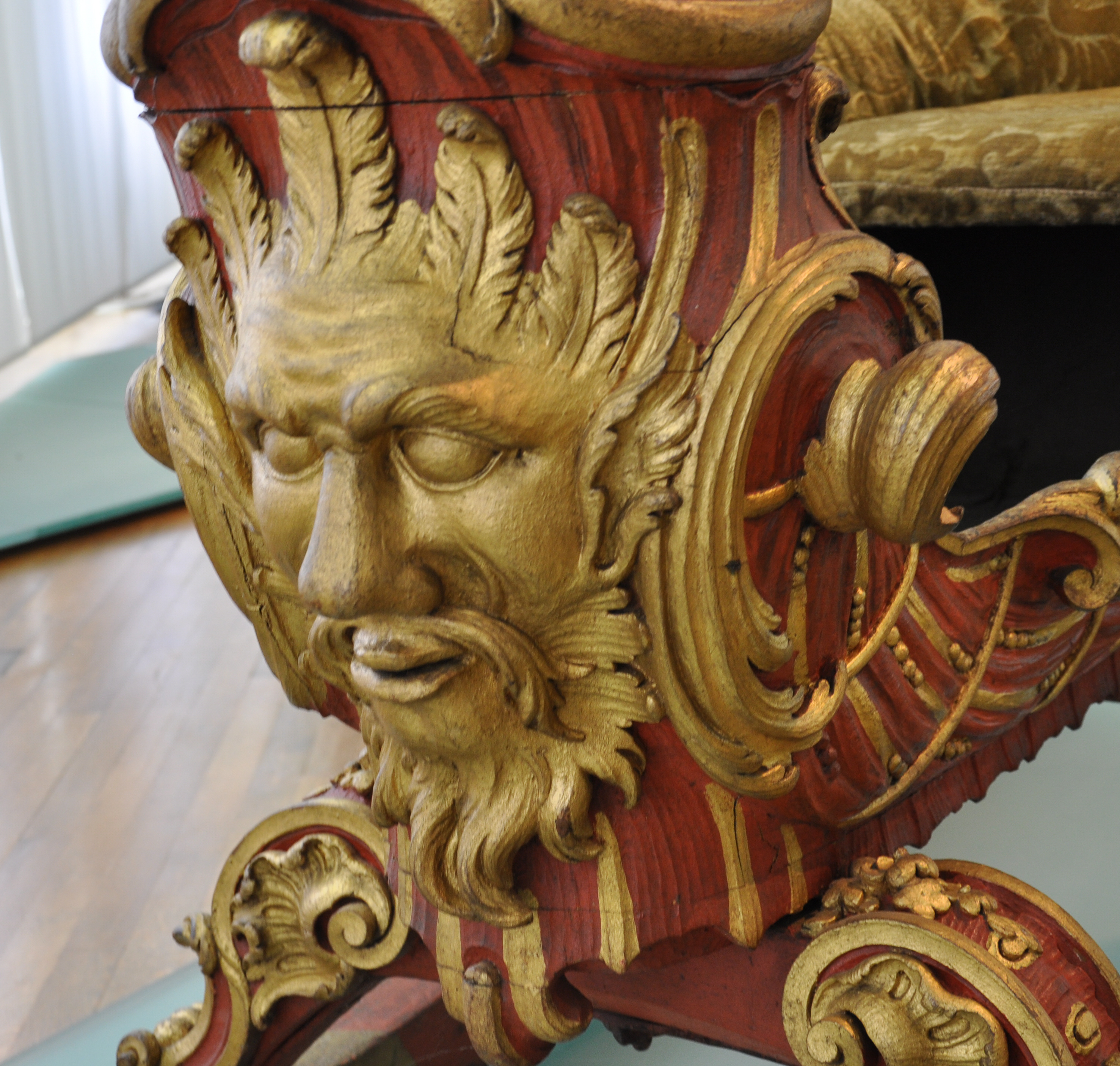
Decorazione della slitta Carlo II Eugenio del Württemberg, collezione del Landesmuseum Württemberg (Germania)
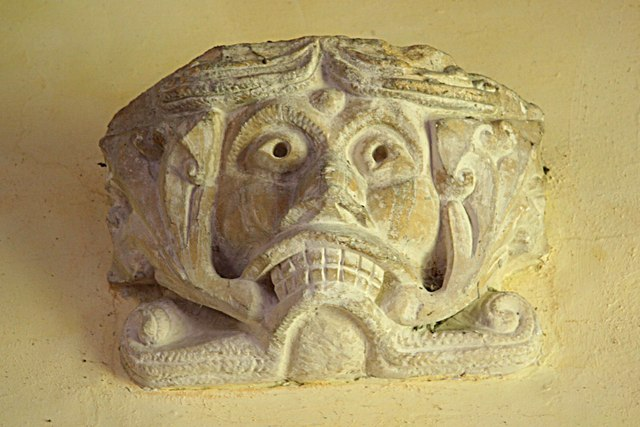
Uomo verde appeso a una parete della St. Michael Church di Cotham (Inghilterra)
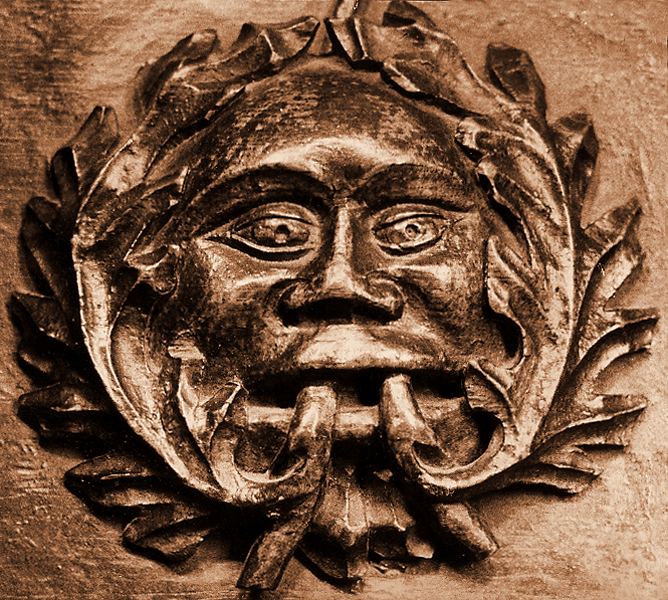
Scultura in legno della chiesa parrocchiale di Ludlow (Inghilterra)
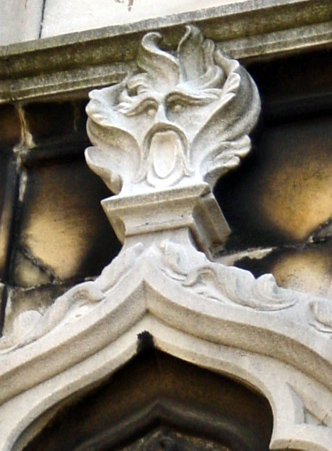
Particolare del duomo di Milano
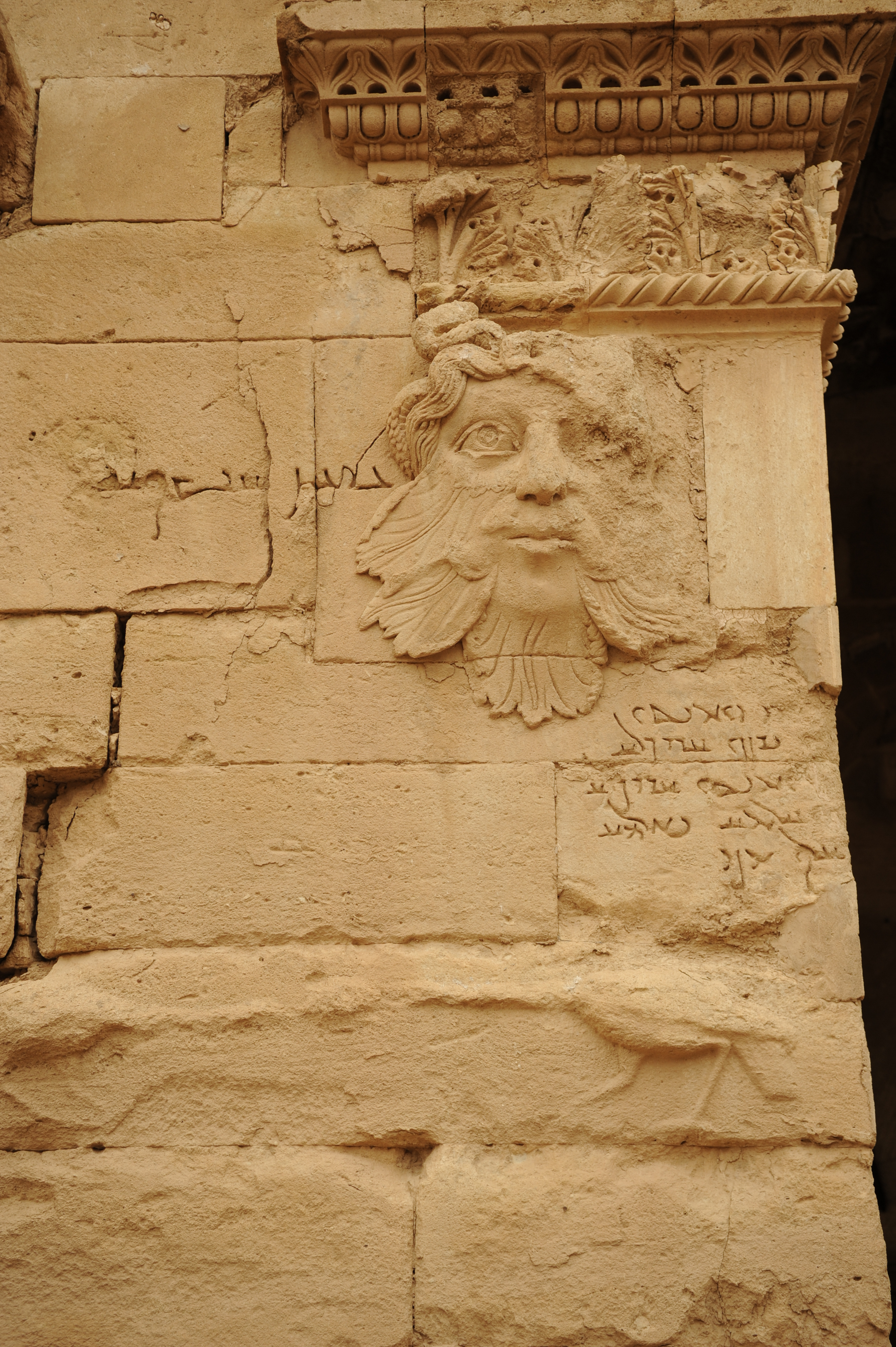
Scorcio di un edificio di Hatra (Iraq)
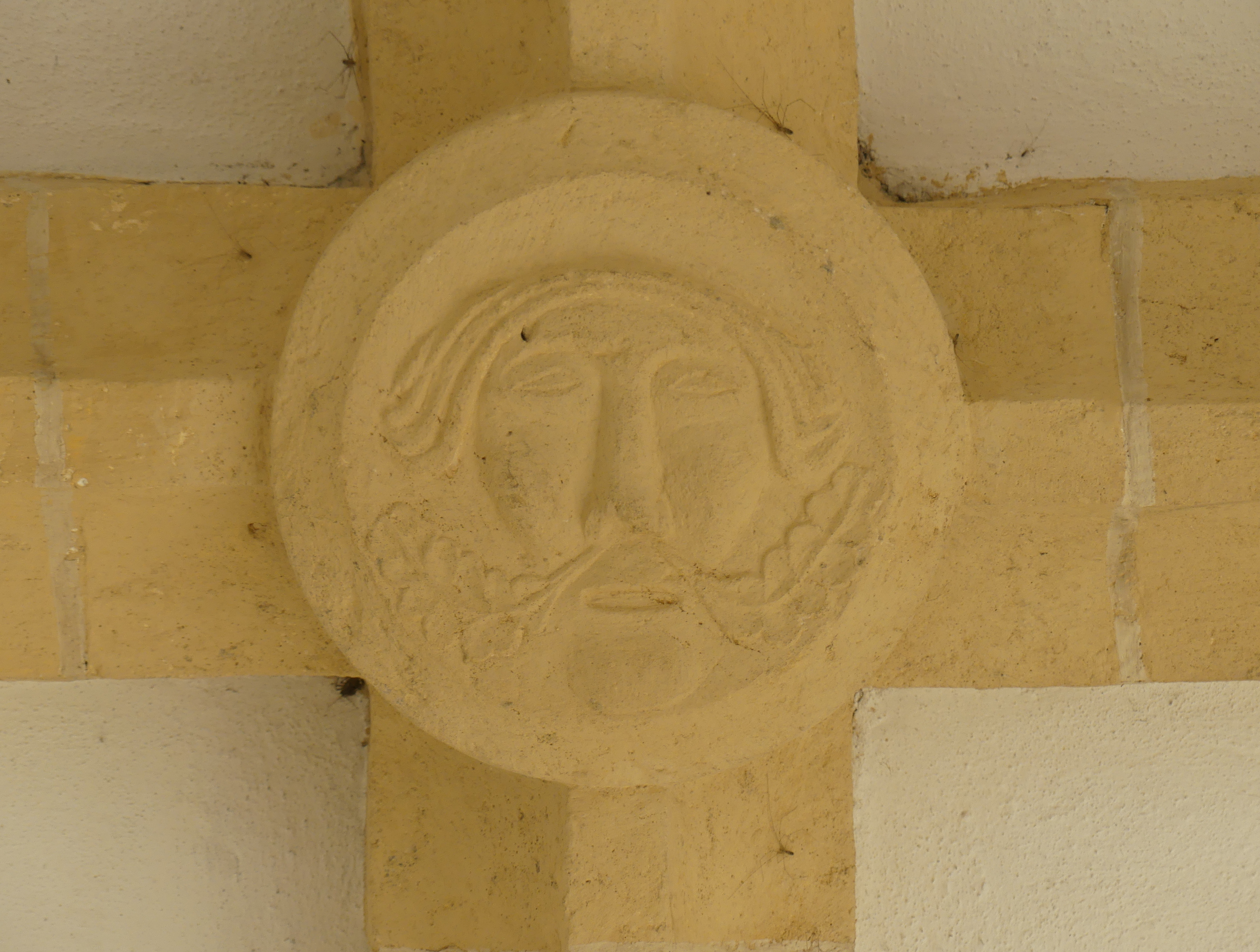
Chiave di volta nella cappella di Ligerz, Svizzera